# L’Île-des-Pins
L’Île-des-Pins – gmina Nowej Kaledonii, Prowincja Południowa (terytorium zależne Francji), obejmująca główną wyspę Île des Pins oraz ponad 30 sąsiednich mniejszych wysp (np. Île Kotomo, Île Kûûmo) i wysepek (np. Îlot Brosse, Îlot Rèviéré). Według danych na rok 2009 liczy 2803 mieszkańców.